# تشم حيدر (لنجان)
تشم حيدر هي قرية في مقاطعة لنجان، إيران. يقدر عدد سكانها بـ 468 نسمة بحسب إحصاء 2016.